# Фінські імена
Фінські імена за структурою багато в чому схожі з іншими європейськими іменами і складаються з особового імені та прізвища. При цьому офіційно прізвище слідує за ім'ям. У фінській мові особисте ім'я при використанні спільно з прізвищем не відмінюється, а змінюється тільки прізвище. Наприклад: Toivo Lehtinen (Тойво Лехтінен) — Toivo Lehtiselle (Тойво Лехтінену). Наголос в іменах людей, як і взагалі у фінській мові, переважно падає на перший склад.
У ряді сільських районів існує більш давній союз імен, де прізвище передує імені, наприклад Ільвес Ханну, Ойнос-Віллі (офіційні форми: Ханну Ільвес, Віллі Ойнонен).

## Імена
Згідно з фінським законами, дитині можна давати від одного до трьох імен.
У Фінляндії поширені імена іншомовного походження (наприклад, Юхані і Марія), так і власне фінські (наприклад, Ільмарі і Сату). Нижче наведено десять найпопулярніших чоловічих імен як за весь час ведення подібної статистики (понад сто років), так і за період 2010-2012 рр.
| Ім'я     | Аналог  | Число носіїв (нар. до 10 вересня 2012 р.) |
| -------- | ------- | ----------------------------------------- |
| Юхані    | Іван    | 340670                                    |
| Йоханнес | Іван    | 244246                                    |
| Олаві    | —       | 223854                                    |
| Антеро   | Андрій  | 184413                                    |
| Тапані   | Степан  | 155074                                    |
| Калеві   | Микола  | 142913                                    |
| Тапіо    | —       | 136687                                    |
| Матті    | Матвій  | 128326                                    |
| Мікаель  | Михайло | 116669                                    |
| Ільмарі  | —       | 114247                                    |

| Ім'я     | Аналог        | Число носіїв (нар. в 2010-2012 рр.) |
| -------- | ------------- | ----------------------------------- |
| Юхані    | Іван          | 4663                                |
| Йоханнес | Іван          | 4250                                |
| Мікаель  | Михайло       | 4118                                |
| Олаві    | —             | 3462                                |
| Онні     | —             | 3200                                |
| Матіас   | Матвій        | 3184                                |
| Еліас    | Ілля          | 2984                                |
| Олівер   | —             | 2653                                |
| Ільмарі  | —             | 2570                                |
| Еемелі   | Омелян, Еміль | 2094                                |

Далі представлені списки найпопулярніших жіночих імен за аналогічні періоди часу.
| Ім'я     | Аналог        | Число носіїв (нар. до 10 вересня 2012 р.) |
| -------- | ------------- | ----------------------------------------- |
| Марія    | Марія         | 367834                                    |
| Хелена   | Олена         | 168682                                    |
| Йоханна  | Іванна, Жанна | 145549                                    |
| Аннелі   | Анна          | 144748                                    |
| Кааріна  | Каріна        | 131413                                    |
| Марьятта | Мар'яна       | 123207                                    |
| Анна     | Анна          | 114708                                    |
| Лійса    | Єлизавета     | 101421                                    |
| Анніккі  | Анна          | 97620                                     |
| Ханнеле  | Іванна        | 92232                                     |

| Ім'я     | Аналог | Число носіїв (нар. в 2010-2012 рр.) |
| -------- | ------ | ----------------------------------- |
| Марія    | Марія  | 6202                                |
| Софія    | Софія  | 5306                                |
| Емілія   | Емілія | 4702                                |
| Олівія   | Олівія | 2820                                |
| Айно     | —      | 2463                                |
| Аманда   | —      | 2362                                |
| Матильда | —      | 2114                                |
| Аурора   | —      | 2087                                |
| Хельмі   | —      | 2073                                |
| Ілона    | Ілона  | 1911                                |

Багато зі споконвічно фінських імен досі не втратили свого первинного значення — прикладами можуть служити чоловічі імена Тойво (toivo — надія, бажання) і Онні (onni — щастя, удача), а також жіночі — Сату (satu — казка), Хельмі (helmi — перлина) і Унельма (unelma — мрія).

## Прізвища
Перше фінське прізвище в церковні книги було записано в 1823 році. Якась Матильда одружилася з Пентті, будинок якого стояв на березі озера Мякіярві, і стала Матільдою Мякіярві.
Зараз чоловічі прізвища у Фінляндії не відрізняються від жіночих, однак, згідно зі східнофінськими традиціями, які втратили свій вплив ще в XIX столітті, жіночі прізвища повинні мати закінчення «тар» (фінське закінчення, що позначає приналежність слова до жіночого роду, — воно застосовується і до звичайних слів). Наприклад, жіночий варіант прізвища Пуумалайнен — Пуумалатар.
Типовими для фінських прізвищ є закінчення «-нен» («-nen») і «-ла»/«-ля» («-la»/«-lä»).
Велика частина фінів залишалася без прізвищ до кінця XIX століття, оскільки податі збиралися відразу з усієї садиби, а не з кожної людини, і в державному масштабі потреби точно ідентифікувати людей не виникало.
Закон, який зобов'язує кожного фінна мати прізвище, з'явився у Фінляндії тільки після набуття незалежності — в 1920 році — прізвища потрібні були для виборчих бюлетенів, банківських рахунків, поштової служби та збору податків. Кожен фін повинен був сам обрати собі прізвище і записати його у місцевого священика.
В основному прізвища вибиралися виходячи з місць проживання, тому у Фінляндії так багато прізвищ, пов'язаних з природою. Прізвища вибиралися красиві і милозвучні Також прізвища утворювалися від назви села, або садиби, від імені батька, професії або прізвиська. Широку участь брала місцева інтелігенція — пастори, чиновники, вчителі.
Наприклад, походження славного прізвища Кокконен: В ніч на 'Іванів день' для вигнання злих духів прийнято запалювати велике вогнище "кокко" (орел), з орлами пов'язано родове місце проживання. За уявленнями фінів, саме орел підіймається вище за всіх птахів, так і полум'я "кокко" має злетіти високо в небо, щоб розігнати темні сили.

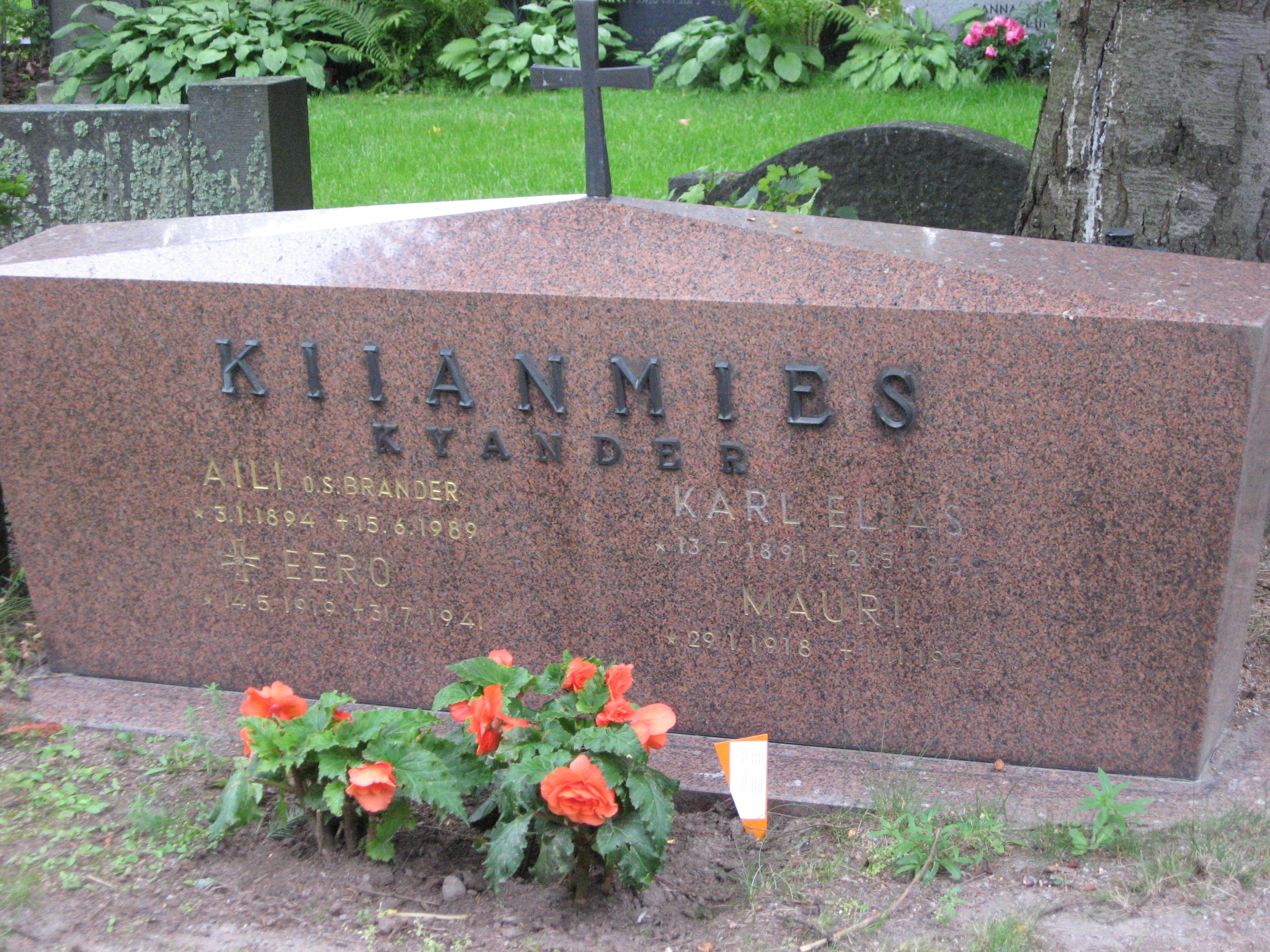
Могили в Тампере, надгробки з написом шведського прізвища "Kyander" і його фінізованої форми "Kiianmies".

У цей час, в пору пробудження національної гордості, почався масовий переклад іноземних прізвищ фінською мовою. Фінська шляхта носила шведські прізвища, але водночас мода змінилася. Аристократія вирішила проявити патріотизм і відмовитися від європейських коренів, згадавши про своє фіно-угорське походження. Так, приблизно в цей час письменник Юханнес Брофельдт став Юхані Ахо, художник Аксель Галлен став Акселі Галленом-Каллелою, поет Ейнар Льоннбом — Ейно Лейно, сьомий президент Фінляндії Юхан Хелльстен — Юго Паасиківі.
Нижче наведено список найбільш поширених у Фінляндії прізвищ станом на 5 вересня 2022 року.
| Прізвище   | Фінською   | Етимологія                      | Кількість носіїв |
| ---------- | ---------- | ------------------------------- | ---------------- |
| Корхонен   | Korhonen   | korho — глуха людина            | 22458            |
| Віртанен   | Virtanen   | virta — річковий потік          | 21730            |
| Мякінен    | Mäkinen    | mäki — гора                     | 20100            |
| Ніємінен   | Nieminen   | niemi — мис                     | 19885            |
| Мякеля     | Mäkelä     | mäki — гора                     | 19030            |
| Хямяляйнен | Hämäläinen | Häme — Хяме                     | 18239            |
| Лайне      | Laine      | laine — хвиля                   | 18123            |
| Хейккінен  | Heikkinen  | Heikki — Хейккі (чоловіче ім'я) | 17442            |
| Коскінен   | Koskinen   | koski — річковий поріг          | 17097            |
| Ярвінен    | Järvinen   | järvi — озеро                   | 16062            |
| Лехтонен   | Lehtonen   |                                 | 16187            |
| Лехтінен   | Lehtinen   |                                 | 15134            |
| Саарінен   | Saarinen   |                                 | 14897            |
| Салмінен   | Salminen   |                                 | 14703            |
| Хейнонен   | Heinonen   |                                 | 14459            |
| Ніємі      | Niemi      | niemi — мис                     | 14385            |